# Вими
Вими́ (фр. Wimy) — коммуна во Франции, находится в регионе Пикардия. Департамент коммуны — Эна. Входит в состав кантона Ирсон. Округ коммуны — Вервен.
Код INSEE коммуны — 02833.

## Население
Население коммуны на 2010 год составляло 468 человек.
| 1962 | 1968 | 1975 | 1982 | 1990 | 1999 | 2010 |
| ---- | ---- | ---- | ---- | ---- | ---- | ---- |
| 579  | 556  | 464  | 502  | 485  | 480  | 468  |

## Экономика
В 2010 году среди 289 человек трудоспособного возраста (15—64 лет) 194 были экономически активными, 95 — неактивными (показатель активности — 67,1 %, в 1999 году было 64,9 %). Из 194 активных жителей работали 174 человека (98 мужчин и 76 женщин), безработных было 20 (11 мужчин и 9 женщин). Среди 95 неактивных 31 человек были учениками или студентами, 31 — пенсионерами, 33 были неактивными по другим причинам.